# Magali Luyten
Magali Luyten (ur. 16 lipca 1978) – belgijska wokalistka rockowa i heavymetalowa.
Jest wokalistką zespołu Beautiful Sin.
Śpiewała dla Ayreon, została także wybrana jako żeńska wokalistka na trzeci album Frameshift.
Śpiewała z Rickiem Altzim, Christophe'em Godinem, Kristofferem Gildenlöwem, Oddleifem Stenslandem czy Léo Margaritem.

## Dyskografia
- Spirittales – The Dreambookseller (2001)
- Over Us Eden – The Silent Tree (2003)
- Arkanges – Arkanges (2005)
- Beautiful Sin – The Unexpected (2006)
- Beautiful Sin – The Spark of Ignition (na rynek japoński) (2006)
- Nuclear Blast Compilation – Beautiful Voices Vol. 2 (2006)
- Jaime Vendera – Voices of Rock, Compilation (2007)
- Rooky – Extended (2007)
- AFM Records Compilation – All for Metal (2007)
- Nuclear Blast Compilation – Beautiful Voices Vol. 3 (2008)
- Ayreon – 01011001 (2008)
- Virus IV – Dark Sun (2008)
- Ayreon VS. Avantasia – Elected (EP) (2008)
- Ayreon – Timeline (2008)